# John Buford
John Buford, Jr. (4. marts 1826 – 16. december 1863) var kavaleriofficer i Unionshæren under den amerikanske borgerkrig. Han spillede en fremtrædende rolle begyndelsen af slaget ved Gettysburg.

## Tidlige år
Buford blev født i Woodford County i Kentucky, men voksede op i Rock Island i Illinois fra han var 8. Hans far var en fremtrædende politiker for Demokraterne i Illinois og modstander af Abraham Lincoln. Hans familie havde en lang militær tradition. Hans bedstefar og grandonkel gjorde tjeneste i regimenter fra Virginia under den amerikanske uafhængighedskrig. Hans halvbror, Napoleon Bonaparte Buford, blev Generalmajor i unionshæren. Hans fætter, Abraham Buford, blev brigadegeneral I kavaleriet i Sydstatshæren. John Jr. gik på Knox College i Galesburg, Illinois i et år. Han tog eksamen i 1848 fra West Point og fik rang af midlertidig sekondløjtnant i 2. dragonregiment. Han gjorde tjeneste i Texas og det sydvestlige USA, kæmpede mod Sioux indianere, deltog i fredsbevarende tjeneste i Kansas og i Utah krigen i 1858. Han var udstationeret på Fort Crittenden i Utah fra 1859 til 1861. Han studerede værkerne af General John Watts de Peyster, som var en stærk talsmand for at gøre forpostlinien til den nye kamplinie.

## Borgerkrigen
Da borgerkrigen brød ud vendte Buford tilbage østpå fra sin post i Utah. Han blev anset for at være en mand, som pressede sig selv for hårdt, hvilket kan have bidraget til hans succes. Han havde familie, som kæmpede for Syden, men da han modtog et tilbud om at blive officer i sydstatshæren, skal han efter sigende have krøllet det sammen og sagt, at han ville ”Leve og dø under Unionens flag”.
I November 1861 blev han assisterende generalinspektør med rang af major, og i juli 1862, efter at have gjort tjeneste i forsvaret af Washington D.C. i nogle måneder blev han forfremmet til brigadegeneral i den frivillige hær. I 1862 fik han sin første kommando under generalmajor John Pope som leder af II korps kavaleribrigade i Army of Virginia, som kæmpede med udmærkelse i det andet slag ved Bull Run. Buford ledede personligt et angreb sent i slaget, men blev såret i knæet af en reflekteret kuble. Såret var smertefuldt, men ikke alvorligt, selv om nogle aviser i sydstaterne berettede at han var blevet dræbt. Han vendte tilbage til aktiv tjeneste og gjorde tjeneste som kavalerichefer for generalmajorerne George B. McClellan og Ambrose E. Burnside. Desværre var hans opgave kun en stabsopgave, og han var utålmodig efter at få kommando over en styrke i felten. Under McClellan's Maryland kampagne, var han igen chef for kavaleriet i Army of the Potomac og deltog i Slaget ved South Mountain og Slaget ved Antietam, hvor han erstattede brigadegeneral George Stoneman i McClellan's stab. Under Generalmajor Joseph Hooker, derimod fik Buford kommandoen over reserve brigaden af regulært kavaleri i 1st Cavalry Division, Army of the Potomac.
Efter slaget ved Chancellorsville, fik Generalmajor Alfred Pleasonton kommandoen over kavalerikorpset, selv om Hooker senere indrømmede, at Buford havde været et bedre valg. (Pleasonton var for udmajet og temmelig inkompetent som kavalerileder i felten).
Buford får æren for at have valgt hvor slaget ved Gettysburg skulle udkæmpes. Hans division var den første, som ankom til Gettysburg og afviste angreb fra Henry Heth's division så generalmajor John F. Reynolds's I korps kunne fastholde højderne vest for byen. Senere blev Buford’s trætte tropper af Pleasanton sendt til Emmitsburg i Maryland for at få udstyret bragt i orden. Det var en uovervejet beslutning, som efterlod Unionshærens venstre flanke uden beskyttelse. De deltog ikke mere i det som blev en sejr for Unionen, en sejr, som Buford og hans folk havde været en vigtig brik i.
Buford forfulgte sydstatshæren til Warrenton i Virginia og deltog efterfølgende i mange operationer i det centrale Virginia, og forrettede i særlig grad værdifuld tjeneste i generalmajor George Meades tilbagetrækning i oktober 1863 i Bricoe kampagnen.
| „ | "Helten ved Oak Ridge var John Buford … ikke alene viste han en sjælden hårdnakkethed, men hans personlige egenskaber fik hans kavaleri til at opnå vidundere og konkurrere med infanteriet i at stå fast … storartede John Buford!” | “ |
|   | — Generalmajor John Watts de Peyster om Buford's dragon taktik |   |

## Død og eftermæle
Buford blev ramt af tyfus og døde i generalmajor George Stoneman's hjem i Washington, D.C.. Han blev forfremmet til generalmajor på sit dødsleje, men med rang fra 1. juli 1863, den dag hvor han kæmpede så effektivt ved Gettysburg. Han ligger begravet på kirkegården i West Point.
I 1866 blev der bygget et fort der hvor Missouri og Yellowstone floderne løber sammen i North Dakota, og det fik navnet Fort Buford efter generalen.
I 1895 blev en bronze statue af Buford , som var skabt af James E. Kelly, afsløret på slagmarken ved Gettysburg.

## Notes
1. ↑  Petruzzi, "Buford's Boys" website. Longacre, pp. 69-73; Fort Crittenden hed oprindelig Camp Floyd, men blev omdøbt mens han gjorde tjeneste der.
2. ↑  Bielakowski, p. 310.
3. ↑  Randolph, Lewis Hamersly. Biographical Sketches of Distinguished Officers of the Army and Navy, pp 82-88. Henry E. Huntington Library: New York, 1905.
4. ↑  Phipps, Michael; Peterson, John S.  The Devil's to Pay. Farnsworth Military Impressions: Gettysburg, 1995. ISBN 0-9643632-1-6
5. ↑  Eicher, p. 153.